# Salme
Salme (em estoniano:  Salme vald) é um município rural estoniano localizado na região de Saaremaa.